# ساري سولي (قشلاق أهر)
ساري سولي (بالفارسية: ساری‌سولی) هي منطقة سكنية تقع في إيران في قسم قشلاق الریفي. يقدر عدد سكانها بـ 572 نسمة .